# Bartłomiej Rapetti
Bartolomeo Rapetti (w Polsce zwany Bartłomiej) (ur. 19 sierpnia 1884 w Morsasco w Piemoncie, zm. 29 maja 1964 w Rzymie) – pasjonista, pierwszy przełożony klasztoru w Przasnyszu i polskiej fundacji zgromadzenia.
Włoch, syn Marco i Dominiki Rapetti. Do zgromadzenia pasjonistów wstąpił w listopadzie 1899 r. Pierwsze śluby zakonne złożył 6 listopada 1900. Po wyświęceniu na kapłana 1 listopada 1908 był asystentem mistrza i od 1919 mistrzem nowicjatu swej prowincji w Cameri.
W listopadzie 1923 r. wyznaczony został przez władze generalne zgromadzenia pasjonistów na przełożonego fundacji polskiej i klasztoru w Przasnyszu. Do Przasnysza przybył razem z o. Tyburcjuszem Menicą, o. Piusem Falco i br. Wacławem Kamińskim 7 grudnia 1923 w przeddzień nieszporów o Niepokalanym Poczęciu Matki Bożej, które odbyły się wtedy po raz pierwszy od 10 lat.
Był człowiekiem o niezwykle silnej osobowości, oddanym zgromadzeniu, wymagającym wobec siebie i innych, ale w polityce personalnej zbyt często kierującym się osobistymi sympatiami i antypatiami. Położył ogromne zasługi w dziele odbudowy kościoła i klasztoru pobernardyńskiego w Przasnyszu i organizacji drugiej placówki zakonnej w Sadowiu k. Ostrowa Wielkopolskiego (1932). W przeciwieństwie do o. Piusa niezbyt dobrze radził sobie z nauką języka polskiego. Do końca pobytu w Polsce kaleczył polszczyznę i nasycał ją słówkami włoskimi. Gdy kiedyś podczas jednego z odpustów podano mu do stołu sałatę ze śmietaną, miał odpowiedzieć, że lubi insalate z panną (panna to po włosku śmietana).
Gdy w 1933 r. polska fundacja pasjonistów została podniesiona do rangi komisariatu – jednostki administracji zakonnej zależnej bezpośrednio od generała, stanął na jej czele. Był też mistrzem nowicjatu i przełożonym domu w Sadowiu.
W sierpniu 1936 r. władza państwa nie przedłużyła zakonnikowi wizy pobytowej w Rzeczypospolitej Polskiej i padre Bartolomeo musiał opuścić Polskę. Jednym z powodów zakończenia jego pobytu było pismo Urzędu Wojewódzkiego w Poznaniu, w którym Włochowi zarzucano m.in. przychylne ustosunkowanie się do opozycji politycznej i brak przejawów działalności prorządowej wśród zakonników.
Po powrocie do Italii został włączony do wspólnoty domu generalnego w Rzymie, gdzie został głównym doradcą w sprawach polskich. W latach 1936–1938 był także dyrektorem polskich studentów teologii na Monte Celio w Rzymie. W 1955 został spowiednikiem i kapelanem sióstr pasjonistek klauzurowych w Campagnano pod Rzymem. Po 1960 zapadł na zdrowiu. Polskim zakonnikom, odwiedzającym go w szpitalu w 1964 podczas 38. kapituły generalnej pasjonistów powiedział, że ofiaruje Bogu swoje cierpienia za sobór, za Polskę i za kapitułę. Zmarł w rzymskiej klinice sióstr z Little Company of Mary. W Przasnyszu za spokój jego duszy została odprawiona uroczysta msza święta.